# کیم هاک-بونگ
کیم هاک-بونگ (انگلیسی: Kim Hak-bong؛ زادهٔ ۱ ژانویهٔ ۱۹۷۳) وزنه‌بردار اهل کره جنوبی بود.